# Andrew Driver
Pour les articles homonymes, voir Driver.
Andrew Driver est un footballeur anglais né le 20 novembre 1987 à Oldham dans la banlieue de Manchester. Il évolue au poste d'attaquant avec le De Graafschap Doetinchem en D2 des Pays-Bas.

## Biographie
Le 19 février 2013, Driver est prêté jusqu'à la fin de son contrat au Dynamo de Houston.
Le 11 mars 2015, il signe en faveur d'Aberdeen.

## Palmarès
- Heart of Midlothian:
  - Scottish FA Cup: Vainqueur en 2012[2]